# راجا إسكندر زمان
رجا إسكندر زمان خان (1934 - 16 مارس 2007) سياسي باكستاني، ورئيس وزراء خيبر بختونخوا في الفترة بين 1996 و1997. كان مكتبه السياسي الأول في الستينيات كعضو في مجلس مقاطعة أبوت آباد.